# Pseudolaureola deharvengi
Pseudolaureola deharvengi là một loài chân đều trong họ Armadillidae. Loài này được Dalens miêu tả khoa học năm 1998.